# Codice criminale (film 2016)
Codice criminale (Trespass Against Us) è un film del 2016 diretto da Adam Smith, con protagonisti Michael Fassbender e Brendan Gleeson.

## Trama
Per dare un futuro migliore a suo figlio, Chad Cutler tenta di uscire dalla vita criminale che da generazioni caratterizza la sua famiglia, fatto di rapine e corse d'auto. Questo gesto viene visto da suo padre Colby come un "tradimento", che non gli renderà facile uscire da un sistema criminale ben radicato.

## Distribuzione
Il film è stato presentato in anteprima al Toronto International Film Festival il 9 settembre 2016. Successivamente è stato proiettato in molti festival cinematografici internazionali, tra cui il London Film Festival. È stato distribuito nelle sale britanniche il 3 marzo 2017, mentre in quelle italiane è arrivato il 28 giugno dello stesso anno.

## Riconoscimenti
- 2016 - British Independent Film Awards
  - Candidatura per il Miglior attore a Michael Fassbender
  - Candidatura per il Miglior attore non protagonista a Sean Harris
  - Candidatura per il Premio Douglas Hickox al miglior regista esordiente ad Adam Smith